# Hausen (Mauerstetten)
Hausen ist ein Dorf in der Gemeinde Mauerstetten Landkreis Ostallgäu, Regierungsbezirk Schwaben (Bayern). Hausen erstreckt sich als Straßendorf entlang der Ortsverbindungsstraße zwischen Frankenried und Mauerstetten und ist durch seine landwirtschaftlichen Hofstellen geprägt.

## Geschichte
Erstmals erwähnt wurde Hausen in einer Urkunde Königs Heinrichs I. im Jahre 930, nach der er eine Schenkung bestätigt,
die der edle Mann Salacho mit einem von der edlen Frau Albsinda und dem Vogt Agilo erkauften Besitz und mit zwei Hörigen an das Fürststift Kempten machte. Ein kleiner Burghügel in Hausen dürfte die Stelle andeuten, wo vielleicht die Burg des Edlen Salacho stand.

Damals war die historische Schreibform von Hausen noch in villa Husa. Diese wurde 1492 in Hausen geändert.

### Mittelalter
Bis in das hohe Mittelalter reicht auch der bedeutende Besitz des Hochstifts Augsburg in Hausen. Hausen wechselte verschiedentlich seine Herren.
Bis 1810 war Hausen eine selbstständige Ortschaft.

### Einwohnerentwicklung
Einwohnerentwicklung in Hausen
| Jahr | Einwohner |
| ---- | --------- |
| 1871 | 0140      |
| 1925 | 0152      |
| 1950 | 0204      |
| 1961 | 072       |
| 1970 | 0148      |
| 1987 | 0121      |

## Baudenkmäler
In Hausen existiert die katholische Kapelle, Hl. Dreifaltigkeit, die 1678 von Mathäus Mayr von Hausen erbaut wurde. 1882 erstand ein fast völliger Neubau. Es handelt sich dabei um ein neugotisches Kirchengebäude mit zeitgenössischer Ausstattung. Das Satteldach ist im Westen mit einem Dachreiter versehen, welcher mit einer Zwiebelhaube abgeschlossen ist.

Der Bildstock St. Isidor befindet sich ebenfalls in Hausen.